# MNK Vinkovci (žene)
MNK "Vinkovci" (MNK Vinkovci; Vinkovci) je ženski futsal (malonogometni) klub iz Vinkovaca, Vukovarsko-srijemska županija, Republika Hrvatska. 
 
U sezoni 2019./20. MNK "Vinkovci" su se natjecali u "1. HMNL za žene". 

## O klubu
Ženska ekipa MNK "Vinkovci" je osnovana 2018. godine. U početku su nastupale na raznim turnirima,

 
a u sezoni 2019./20. prvi put u "1. HMNL za žene", u kojoj su osvojile 6. mjesto.

## Plasmani po sezonama
| sezona    | rang     | liga            | poz.     | klubova u ligi | ut       | pob      | ner      | por      | gol+     | gol-     | bod      | doigravanje | napomena         | izvori   |
| Vinkovci  | Vinkovci | Vinkovci        | Vinkovci | Vinkovci       | Vinkovci | Vinkovci | Vinkovci | Vinkovci | Vinkovci | Vinkovci | Vinkovci | Vinkovci    | Vinkovci         | Vinkovci |
| --------- | -------- | --------------- | -------- | -------------- | -------- | -------- | -------- | -------- | -------- | -------- | -------- | ----------- | ---------------- | -------- |
| 2019./20. | I.       | 1. HMNL za žene | 6.       | 9              | 16       | 8        | 1        | 7        | 81       | 57       | 25       |             | igrano turnirski |          |
|           |          |                 |          |                |          |          |          |          |          |          |          |             |                  |          |
|           |          |                 |          |                |          |          |          |          |          |          |          |             |                  |          |

## Unutarnje poveznice
- MNK Vinkovci
- Vinkovci

## Vanjske poveznice
- mnk-vinkovci.hr
- MNK Vinkovci - Učilište Studium, facebook stranica
- crofutsal.com, Ženski futsal